# Cyclopentadiënylnatrium
Cyclopentadiënylnatrium is een organonatriumverbinding met als brutoformule C5H5Na. De verbinding wordt vaak afgekort tot CpNa, waarbij Cp voor het anion van cyclopentadieen staat (cyclopentadiënyl). Cyclopentadiënylnatrium is een in de organometaalchemie veel gebruikt intermediair om de cyclopentadiënyl-ligand in een coördinatieverbinding in te voeren.

## Synthese
Cyclopentadiënylnatrium is commercieel beschikbaar als oplossing in THF. Het wordt bereid door cyclopentadieen met metallisch natrium te laten reageren:
{\displaystyle {\ce {2Na + 2C5H6 -> 2C5H5Na + H2}}}
De reactie wordt tegenwoordig doorgaans uitgevoerd door een suspensie van gesmolten natrium in dicyclopentadieen te verwarmen. Eerder werd het natrium in de vorm van natriumdraad of natriumpoeder (een fijne suspensie ontstaan uit snel geroerd natrium in refluxende xyleen).
Naast metallisch natrium wordt ook gebruikgemaakt van natriumhydride:
{\displaystyle {\ce {NaH + C5H6 -> C5H5Na + H2}}}
In de eerste publicaties over cyclopentadiënylnatrium werden Grignard-reagentia als base gebruikt. Het gebruik van dergelijke sterke basen is niet noodzakelijk: met een pKawaarde van 15 kan cyclopentadieen door een groot aantal reagentia gedeprotoneerd worden.
De moleculaire vorm van cyclopentadiënylnatrium is sterk afhankelijk van het oplosmiddel. Bij het beschrijven van een synthese wordt het reagens meestal als zout weergegeven: Na+C5H5−. Kristallijn en oplosmiddelvrij cyclopentadiënylnatrium is een meervoudige sandwichverbinding waarin een alternerende rij van Na+-ionen en cyclopentodiënyl-liganden voorkomt. In oplossingen met Lewisbasen wordt cyclopentadiënylnatrium sterk gesolvateerd, vooral op het alkalimetaal. Deze solvatatie is zo sterk dat zelfs het TMEDA-adduct als stabiele stof geïsoleerd kan worden.

## Toepassingen
Cyclopentadiënylnatrium is een standaard reagens in de synthese van metallocenen, zoals ferroceen:
{\displaystyle {\ce {2C5H5Na + FeCl2 -> Fe(C5H5) + 2NaCl}}}
Een gelijkaardige reactie treedt op bij de vorming van zirkonoceendichloride:
{\displaystyle {\ce {ZrCl4 + 2C5H5Na -> Zr(C5H5)2Cl2 + 2NaCl}}}